# Leodegar Bürgisser

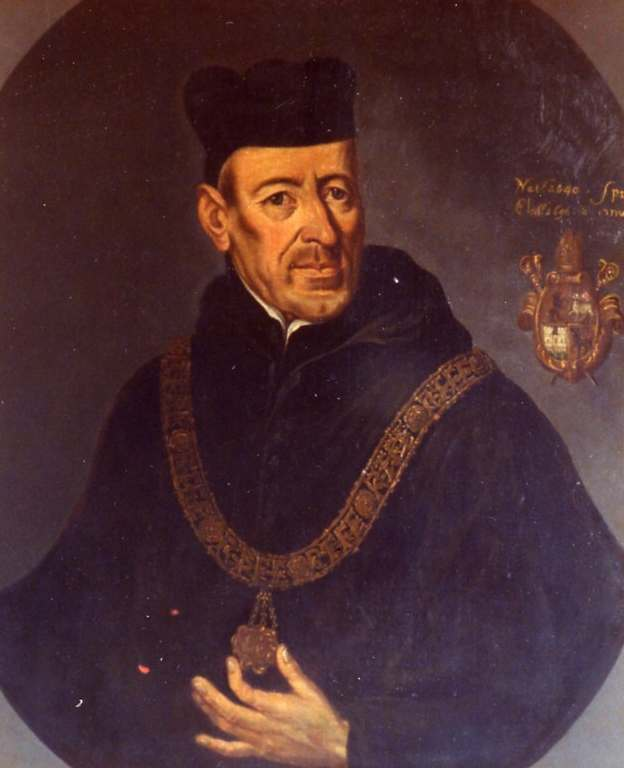
Leodegar Bürgisser

Leodegar Bürgisser (getauft 2. April 1640 als Andreas in Luzern; † 28. November 1717) war von 1696 bis 1717 Abt des Benediktinerklosters St. Gallen.

## Leben
Abt Leodegar war der Sohn des Pfisters Heinrich Bürgisser und von Anna Maria Wey. Seine Ausbildung erhielt er ab dem 18. Oktober 1651 am Luzerner Jesuitenkollegium und ab dem 15. Oktober 1653 an der St. Galler Schule. Seine Profess (Gelübde) legte er am 27. Mai 1657 ab und erhielt sogleich die niedrigen Weihen; am 17. Dezember 1661 wurde er Subdiakon, Diakon am 19. Mai 1663, Priester dann am 20. September 1664. Er wirkte im Jahr darauf (1665) als Lehrer der Syntax. Am 29. Mai desselben Jahres wurde er Brüderinspektor. Zwischen 1666 und 1672 wirkte er als Küchenmeister. 1667 ist er als Pfarrer in Wildhaus bezeugt; am 11. Oktober 1672 wurde er Pfarrer in St. Peterzell, und 1673 ist er als Pfarrer in Hemberg erwähnt. Am 26. September 1673 wurde er Verwalter in Ebringen. Abt Gall ernannte Leodegar am 15. September 1681 zum Subprior, am 14. Juni 1683 schliesslich zum Dekan. 1682 wirkte er ausserdem als Beichtiger in Notkersegg und als Schülerpräfekt. Unter dem Vorsitz von Kardinal Coelestin Sfondrati und der Äbte Raphael Gottrau von Kloster Einsiedeln und Plazidus Zurlauben von Kloster Muri wurde er am 10. Januar 1696 zum Abt erwählt. Papst Innozenz XII. konfirmierte ihn am 18. Juni 1683. Die Benediktion erhielt er am 4. November 1696 vom Weihbischof Franz Christoph Rinck von Baldenstein aus Eichstätt, einem Bruder des st.-gallischen Landeshofmeisters Wilhelm. Möglicherweise sollte auf diesem Weg Geld eingespart werden, da der Bischof von Konstanz umgangen wurde.
Kaiser Leopold I. bestätigte ihm am 13. August 1697 die Regalien, Kaiser Joseph I. am 22. November 1706, Kaiser Karl VI. am 24. März 1713. Als neuer Abt begann Leodegar die Huldigung am 8. Mai 1696 in der Alten Landschaft, im Toggenburg und im Rheintal einzunehmen.
Er befand sich auf der Flucht, als er am 28. November 1717 in Neuravensburg einem Herzversagen erlag. Beigesetzt wurde er im Kloster Mehrerau neben Abt Kilian.

## Wirken
Werner Vogler urteilt, dass der Ruf des Abtes Leodegar besser erklungen wäre, wenn er unter günstigeren Zeitumständen gelebt hätte und mit kompromisswilligeren Gegnern konfrontiert gewesen wäre. Man würde ihn als sehr tüchtigen Abt bezeichnen, denn zu seiner Zeit soll im Kloster tadellose Disziplin geherrscht haben; er selbst habe ein vorbildliches Mönchsleben geführt, und seine Haushaltung war gut. Zu Friedenszeiten führte er auch eine Generalbelehnung durch, und er versuchte vergeblich, in Rorschach eine höhere Schule aufzubauen. Die Gründe für Leodegars schlechten Ruf verortet Vogler in den im Folgenden zu beschreibenden Umständen.

### Konflikte
Zunächst brodelten die Konfessionskonflikte in St. Gallen wieder auf, denn man hatte bei Prozessionen durch die Stadt Kreuze getragen, was die reformierte Bevölkerung provozierte und zum sog. «Kreuzkrieg» veranlasste. Dieser verlief ohne Blutvergiessen und konnte in der Konferenz von Rorschach (20. Mai bis 8. Juni 1697) beigelegt werden. Deren Ergebnis wurde ein Jahr später von der Tagsatzung dahingehend ergänzt, dass die Stadt dem Stift 3800 fl. Satisfaktion zahlen musste.
Vermutlich um sich besser abzusichern, schloss Abt Leodegar 1702 mit Kaiser Leopold I. einen Defensionalvertrag, was wiederum manche Eidgenossen erzürnte.
Als er grosse Käufe (17'700 Gulden) im Toggenburg tätigte, um Güter zu erwerben, und die Wattwiler sich weigerten, am Bau der Rickenstrasse mitzuwirken, ergaben sich langwierige Auseinandersetzungen mit den Toggenburgern, die der anderen Konfession angehörten und auch sonst mit ihrer Rechtsstellung nicht zufrieden waren. Sie besetzten schliesslich drei Schlösser und im April 1712 auch die Klöster Magdenau und Neu St. Johann. Zürich unterstützte diese Freiheitsbestrebungen des Toggenburgs, die sich in Wirklichkeit um die innere Verfassung des Toggenburgs drehten, immer wieder, wodurch es 1712 zum monatelangen Toggenburgerkrieg kam. Das äbtliche Städtchen Wil wurde am 22. Mai von den verbündeten Zürchern, Bernern und Toggenburgern eingenommen, worauf Abt Leodegar von Rorschach – gefolgt von seinem Konvent – ins Exil floh, zunächst auf die Mehrerau und dann auf das Schloss Neuravensburg, den Verwaltungssitz einer St. Galler Herrschaft nördlich von Lindau. Er setzte einen Offizial «ad interim» ein, den Rorschacher Pfarrer Johann Georg Schenkli (1712–1718). Die Zürcher und Berner aber besetzten die äbtlichen Gebiete und verwalteten sie gemeinsam. Es kam zum Kirchenraub an den mobilen Klostergütern, der bis heute als sog. «Kulturgüterstreit» Folgen trägt.
Als eine seiner letzten Amtshandlungen verwarf der Abt Leodegar den zu Rorschach am 28. November 1717 mit Zürich und Bern ausgehandelten Frieden; er sah die Rechte der Abtei zu weitgehend beschnitten und die katholische Religion im Toggenburg in Gefahr.